# دري دريتون (كامبريدجشير)
دري دريتون (بالإنجليزية: Dry Drayton)‏ هي قرية و أبرشية مدنية تقع في المملكة المتحدة في South Cambridgeshire. يقدر عدد سكانها بـ 582 نسمة .